# Wojna prewencyjna

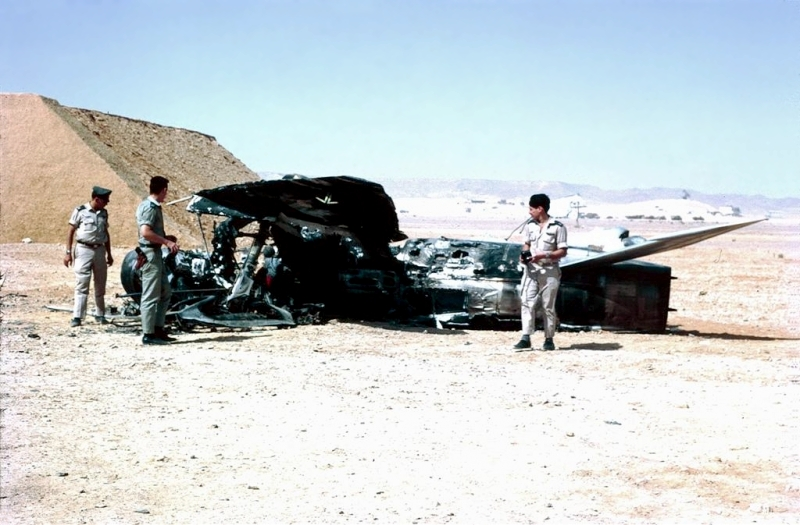
Oficerowie izraelskich sił powietrznych w pobliżu egipskiego samolotu, który został zestrzelony na Synaju podczas wojny sześciodniowej

Wojna prewencyjna (ang. preventive war) jest to wojna lub działania zbrojne podjęte w celu uprzedzenia ataku przeciwnika i zmuszeniu go do zaniechania agresywnych zamiarów lub zyskania dogodnych warunków do dalszego prowadzenia wojny (działań zbrojnych). W praktyce stanowi ona najczęściej pretekst do zrzucenia odpowiedzialności na napadniętego przeciwnika za wywołanie konfliktu zbrojnego, mimo że dzięki wykorzystaniu elementu zaskoczenia przynosi korzyść agresorowi.

## Cechy wojny prewencyjnej
Pojęcie wprowadzone przez administrację George’a W. Busha jako część tzw. „Doktryny Busha”. Teoria wojny sprawiedliwej:
1. Wojna ma „sprawiedliwe” przyczyny (ius ad bellum) – obrona przed agresją
2. Wojna jest „sprawiedliwie” prowadzona (ius in bello) – niestosowanie zakazanych broni (chemicznej, biologicznej, min), niedokonywanie zbrodni wojennych, dobre traktowanie jeńców etc.
3. Wojna „sprawiedliwie” się kończy (ius post bellum) – szacunek dla przegranych, przestrzeganie warunków pokoju, brak dalszych konsekwencji

## Przesłanki
- Technologia wojskowa USA daje im tak wielką przewagę nad krajami słabo rozwiniętymi takimi jak Irak czy Afganistan, że pozwala zwyciężać niewielkim wysiłkiem.
- Lata badań i doświadczeń w dziedzinie militarnej są bezużyteczne w czasie pokoju.
- Deklaracje idealistyczne jako powody wojny prewencyjnej wyparły w dużej części argumenty realistyczne. „USA nie atakują” – „USA mają misję do spełnienia”.

## Pojęcia „preventive” i „preemptive”
Wojna prewencyjna i wojna uprzedzająca to dwa często mylone pojęcia. Prewencyjna polega na zaatakowaniu domniemanego przeciwnika, by osłabić jego siły i zmienić rozkład sił na swoją korzyść, zapobiec teoretycznie dalszym konfliktom. Wojna uprzedzająca ma miejsce tuż przed oczekiwanym atakiem wroga – uderzenie przed przeciwnikiem ma zapewnić przewagę strategiczną, nie ma tu domniemania zagrożenia.